# Omniasig
Omniasig este o societate de asigurare-reasigurare din România, înființată în 1995.
Compania are 200 de sucursale și puncte de vânzare în toată țara (iunie 2008).
Omniasig este parte a Vienna Insurance Group, unul dintre cele mai importante grupuri de asigurări din Europa Centrală și de Est.
Cota de piață Omniasig pe piața asigurărilor generale era de 12,4% în anul 2005.
În anul 2002, valoarea primelor brute încasate a fost de 50 milioane dolari.
Număr de angajați în 2008: 1.500 cu carte de muncă și peste 12.000 de agenți la nivel național.